# Vedran Zrnić
Vedran Zrnić (ur. 26 września 1979 w Zagrzebiu) – chorwacki piłkarz ręczny, reprezentant kraju, występuje na pozycji prawoskrzydłowego. Do końca sezonu 2013/2014 występował w PGNiG Superlidze, w drużynie Orlen Wisły Płock. W 2004 roku wraz z reprezentacją zdobył złoty medal olimpijski w Atenach. Mistrz Świata z 2003 r. z Portugalii. Wicemistrz Świata z 2005 r. z Tunezji oraz 2009 r. z Chorwacji.
Wicemistrz Europy z 2010 r. z Austrii. Podczas tych ME Chorwaci zostali pokonani w wielkim finale przez Francję 25:21.

## Osiągnięcia

### klubowe
- 1994, 1995, 1996, 1997, 1998, 1999: mistrzostwo Chorwacji
- 1995, 1996, 1997, 1998, 1999: puchar Chorwacji
- 2009: puchar EHF
- 2010, 2011: puchar Zdobywców Pucharów

### reprezentacyjne
- 2003: mistrzostwo Świata
- 2004: mistrzostwo Olimpijskie
- 2005, 2009: wicemistrzostwo Świata
- 2010: wicemistrzostwo Europy

## Nagrody indywidualne
- 2011: najlepszy prawoskrzydłowy mistrzostw Świata (Szwecja)